# ブーラスク級駆逐艦
| ブーラスク級駆逐艦   | ブーラスク級駆逐艦 |
| -------------------- | --- |
| 竣工時の「シムーン」 | |
| 艦級概観             | |
| 艦種                 | 駆逐艦 |
| 艦名                 | |
| 前級                 | |
| 次級                 | ラドロア級 |
| 性能諸元             | |
| 排水量               | 基準： 1,319トン 満載：1,900トン                                                                                               |
| 全長                 | 105.8m |
| 水線長               | 100.9m |
| 全幅                 | 9.64m |
| 吃水                 | 4.3m |
| 機関                 | ド・テンム式重油専焼水管缶3基 +パーソンズ式ギヤード・タービン2基2軸推進                                                        |
| 最大出力             | 33,000hp |
| 最大速力             | 33.0ノット |
| 航続距離             | 14ノット/2,150海里 |
| 燃料                 | 重油：345トン |
| 乗員                 | 142名 |
| 兵装                 | Model 1924 13cm（40口径）単装速射砲4基 Model 1924 7.5cm（50口径）単装高角砲1基 8mm単装機銃2丁 55cm三連装魚雷発射管2基 爆雷32発 |

ブーラスク級駆逐艦（ぶうらすくきゅうくちくかん）とは、第二次世界大戦前にフランス海軍が建造した駆逐艦の艦級である。フランス海軍における類別は艦隊水雷艇（Torpilleurs d'escadre）である。

## 概要
本級はフランス海軍による新艦隊計画に基づき、1922年度海軍計画で12隻が建造されたクラスである。

## 艦形

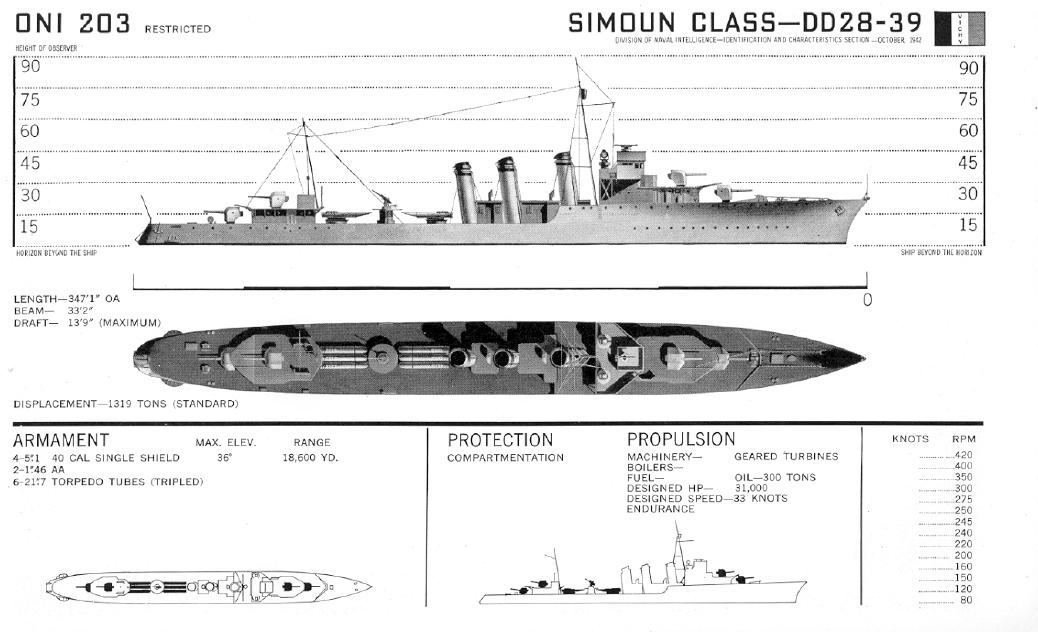
本級の武装配置を示した図

本級は短船首楼型船体であった。クリッパー型艦首から乾舷の高い艦首甲板上に13cm速射砲を、防盾の付いた単装砲架で背負い式に2基を配置。2番主砲の基部から上部構造物が始まり、その上に測距儀を載せた箱型の艦橋の両脇に船橋（ブリッジ）を設けた。艦橋と簡素な三脚式の前部マストが立った所で船首楼は終了し、甲板一段分下がって3本煙突が立つ。その周囲は艦載艇置き場となっており、2本1組のボート・ダビッドが片舷1基ずつ計2基で運用された。3番煙突の後部に船体中央部に55cm三連装魚雷発射管が直列に2基が配置された。後部甲板上に後部マストが立ち、その背後に13cm主砲が後ろ向きに背負い式で2基配置された。

## 武装

### 主砲、その他の備砲・雷装等
主砲は「1924年型 13cm（40口径）速射砲」を採用している。その性能は重量34.85kgの砲弾を最大仰角35度で18,700mまで届かせられ、射程10,000mで装甲80mmを貫通することが出来るこの砲を単装砲で4基を搭載した。砲架の俯仰能力は仰角35度・俯角10度である。さらに旋回角度は左右150度の旋回角度を持っていた。砲の旋回、砲身の上下・砲弾の装填の動力は人力を必要とした。発射速度は毎分6発である。
他に対空火器として「1924年型 7.5cm（50口径）高角砲」を採用している。その性能は重量5.93kgの砲弾を仰角40度で射程14,100m、最大仰角90度で高度8,000mまで届かせられるこの砲を単装砲で1基を搭載した。砲架の俯仰能力は仰角90度・俯角10度である。さらに旋回角度は300の旋回角度を持っていた。砲の旋回、砲身の上下・砲弾の装填の動力は人力を必要とした。発射速度は毎分15発である。他に8mm機銃2丁を装備した。対艦攻撃用に55cm魚雷発射管を三連装で2基を搭載した。
本級は就役後の1930年代に順次、対空火器の7.5cm高角砲と8mm機銃を撤去してを新型の物に更新した。「オチキス 3.7cm（50口径）機関砲」を連装砲架で2基と「オチキス 13.2mm（76口径）重機関銃」を連装砲架で2基搭載した。

## 同型艦
- ブーラスク（Bourrasque）

A C de France社ダンケルク造船所にて1923年11月起工、1925年8月5日進水、1926年9月就役。ナチス・ドイツのフランス侵攻によりダンケルクに追い詰められた英仏軍兵士の英国への脱出氏支援中の1940年5月30日、ベルギー西部のニーウポールト沖でドイツ空軍により撃沈された。
- テイフォン（Typhon）

ジロンド社ボルドー造船所で1923年9月起工、1924年5月22日進水、1928年6月竣工。1942年11月9日に自沈処分。
- シムーン（Simoun）

ペノエ社造船所にて1923年8月起工、1924年6月3日進水、1926年4月就役。1950年に除籍後、2月に解体処分。
- オラージュ（Orage）

CNFカーン造船所にて1923年8月起工、1924年8月30日進水、1926年12月就役。1940年5月23日に戦没。
- トラモンターヌ（Tramontane）

ジロンド社ボルドー造船所で1923年6月起工、1924年11月29日進水、1927年10月竣工。1942年11月8日に自沈処分。
- ウーラガン（Ouragan）

CNFカーン造船所にて1923年4月起工、1924年12月6日進水、1927年1月就役。1940年7月3日にイギリス海軍に鹵獲後、1941年4月に自由フランス海軍に所属。1949年4月に除籍後、解体処分。
- シクローヌ（Cyclone）

F C de la Méditerranée社ル・アーヴル造船所で1923年9月起工、1925年1月24日に進水、1928年9月に竣工。1940年6月18日に戦没。
- テメレール（Tempête）

A C Dubigeon社ナント造船所で1923年12月起工、1925年2月22日に進水、1926年9月に竣工。1950年に除籍後、2月に解体処分。
- ミストラル（Mistral）

F C de la Méditerranée社ル・アーヴル造船所で1923年11月起工、1925年6月6日に進水、1927年6月に竣工。1950年に除籍後、2月に解体処分。
- トネード（Tornade）

Dyle et Baccalan社ボルドー造船所で1923年4月起工、1925年3月13日に進水、1928年5月に竣工。1942年11月8日に自沈処分。
- シロコ（Siroco）

サン・ナゼール社にて1924年3月起工、1925年10月3日進水、1927年7月就役。1940年5月31日に戦没。
- トロンベ（Trombe）

ジロンド社ボルドー造船所で1923年3月起工、1925年12月進水、1927年10月竣工。1942年11月27日に自沈処分後、イタリア海軍に鹵獲され、浮揚・修理されて「FR31」と改名後に就役。イタリアの降伏後、1943年10月に返還されて1950年に除籍後、解体処分。

## 参考図書
- 『世界の艦船 増刊第17集　第2次大戦のフランス軍艦』（海人社）
- 『Conway All The World's Fightingships 1922-1946』（Conway）